# 灣仔起步
灣仔起步（英語：Kickstart Wan Chai）於2019年成立，2021年1月宣佈解散，由前任灣仔區議會主席楊雪盈牽頭，帶領多名首度參與選舉的民主派人士，主要服務灣仔區居民，並參選多個灣仔區議會議席。

## 召開記者會
2019年8月7日下午，灣仔起步在維園召開記者會，宣佈11名成員正積極考慮參與2019年香港區議會選舉，包括大學講師、企業家、社區規劃師、藝術家、金融從業員、數據分析師、設計師等，他們期望下屆灣仔區議會真正面向公眾、向公眾問責，主張所有區議會會議均提供全程網上直播，關乎重大利益的公眾事項，則要舉行公聽會，要求官員直接聽取民意。時任灣仔區議員楊雪盈指，一年前（2018年）沒有想過灣仔可以全部選區都有人考慮參選，強調民主派只需10,000票就可在灣仔區議會奪得過半議席，20,000票即可全取灣仔全部議席，希望巿民支持他們改善社區。

## 參與選舉

### 2019年香港區議會選舉
灣仔起步於本次選舉中派出10名參選人參與灣仔區選舉，共得6席，當選率60%。分布如下:
| 選區 (選區號碼) | 參選人 | 結果 | 備註                                                            |
| --------------- | ------ | ---- | --------------------------------------------------------------- |
| 軒尼詩(B01)     | 顧國慧 | 當選 |                                                                 |
| 愛群(B02)       | 羅偉珊 | 當選 | 在2021年7月8日請辭                                              |
| 鵝頸(B03)       | 麥景星 | 當選 | 在2021年7月8日請辭                                              |
| 銅鑼灣(B04)     | 邱汶珊 | 當選 | 在2021年7月8日請辭                                              |
| 天后(B06)       | 陳鈺琳 | 當選 | 在2021年7月8日請辭                                              |
| 大坑(B07)       | 楊雪盈 | 當選 | 灣仔好日誌成員，在2021年9月15日被代表政府的監誓人確定爲宣誓無效 |
| 渣甸山(B08)     | 張朝敦 | 落選 | 不適用                                                          |
| 樂活(B09)       | 楊子雋 | 落選 | 不適用                                                          |
| 司徒拔道(B11)   | 周錦基 | 落選 | 不適用                                                          |
| 修頓(B12)       | 陳錦成 | 落選 | 不適用                                                          |

## 解散
2021年1月6日，在民主派初選大搜捕事件中，楊雪盈被警察國安處拘捕後，灣仔起步晚上於Facebook宣佈即時解散並停止運作，呼籲民眾不要因此氣餒。